# Схерпенхьовел-Зихем
Схерпенхьовел-Зихем (на нидерландски: Scherpenheuvel-Zichem) е град в Централна Белгия, окръг Льовен на провинция Фламандски Брабант. Намира се на 20 km североизточно от град Льовен. Населението му е около 22 100 души (2006).